# Grand Prix Austrálie 2004

Mapka okruhu

Grand Prix Austrálie (Foster's LXIX Australian Grand Prix) se v roce 2004 konala 7. března na okruhu v Melbourne.
- 58 kol x 5,303 km = 307,574 km
- 714. Grand Prix
- 71. vítězství Michaela Schumachera
- 168. vítězství pro Ferrari

## Výsledky
| Pozice | Jezdec               | Vůz             | Čas         |
| ------ | -------------------- | --------------- | ----------- |
| 1      | Michael Schumacher   | Ferrari F2004   | 1:24'15.757 |
| 2      | Rubens Barrichello   | Ferrari F2004   | + 0:13:605  |
| 3      | Fernando Alonso      | Renault R 24    | + 0:34:673  |
| 4      | Ralf Schumacher      | Williams FW26   | + 1:00:423  |
| 5      | Juan Pablo Montoya   | Williams FW26   | + 1:08:536  |
| 6      | Jenson Button        | BAR 006         | + 1:10:598  |
| 7      | Jarno Trulli         | Renault R 24    | + 1 kolo    |
| 8      | David Coulthard      | McLaren MP 4/19 | + 1 kolo    |
| 9      | Takuma Sató          | BAR 006         | + 1 kolo    |
| 10     | Giancarlo Fisichella | Sauber C 23     | + 1 kolo    |
| 11     | Christian Klien      | Jaguar R5       | + 2 kola    |
| 12     | Cristiano da Matta   | Toyota TF 104   | + 2 kola    |
| 13     | Olivier Panis        | Toyota TF 104   | + 2 kola    |
| 14     | Giorgio Pantano      | Jordan EJ 14    | + 3 kola    |
| Kolo   | Odstoupily           | -               | -           |
| 44     | Felipe Massa         | Sauber C 23     | Motor       |
| 43     | Nick Heidfeld        | Jordan EJ 14    | Spojka      |
| 43     | Gianmaria Bruni      | Minardi PS 04 B | Motor       |
| 29     | Mark Webber          | Jaguar R5       | Převodovka  |
| 13     | Zsolt Baumgartner    | Minardi PS 04 B | Elektronika |
| 9      | Kimi Räikkönen       | McLaren MP 4/19 | Motor       |

### Nejrychlejší kolo
- Michael SCHUMACHER Ferrari 	1:24.125 – 226.934 km/h

### Vedení v závodě
- 1-58 kolo Michael Schumacher

### Postavení na startu
- Červeně – výměna motoru / posunutí o 10 příček na startu
- Modře – startoval z boxu

| 1. řada  | 1                  | 2                    |
|          | Michael Schumacher | Rubens Barrichello   |
|          | Ferrari            | Ferrari              |
|          | 1'24.408           | 1'24.482             |
| 2. řada  | 3                  | 4                    |
|          | Juan Pablo Montoya | Jenson Button        |
|          | Williams           | BAR                  |
|          | 1'24.998           | 1'24.998             |
| 3. řada  | 5                  | 6                    |
|          | Fernando Alonso    | Mark Webber          |
|          | Renault            | Jaguar               |
|          | 1'25.699           | 1'25.805             |
| 4. řada  | 7                  | 8                    |
|          | Takuma Sato        | Ralf Schumacher      |
|          | BAR                | Williams             |
|          | 1'25.851           | 1'25.925             |
| 5. řada  | 9                  | 10                   |
|          | Jarno Trulli       | Kimi Räikkönen       |
|          | Renault            | McLaren              |
|          | 1'26.290           | 1'26.297             |
| 6. řada  | 11                 | 12                   |
|          | Felipe Massa       | David Coulthard      |
|          | Sauber             | McLaren              |
|          | 1'27.065           | 1'27.294             |
| 7. řada  | 13                 | 14                   |
|          | Cristiano da Matta | Giancarlo Fisichella |
|          | Toyota             | Sauber               |
|          | 1'27.823           | 1'27.845             |
| 8. řada  | 15                 | 16                   |
|          | Nick Heidfeld      | Giorgio Pantano      |
|          | Jordan             | Jordan               |
|          | 1'28.178           | 1'30.140             |
| 9. řada  | 17                 | 18                   |
|          | Zsolt Baumgartner  | Olivier Panis        |
|          | Minardi            | Toyota               |
|          | 1'30.681           | – -- ---             |
| 10. řada | 19                 | 20                   |
|          | Gianmaria Bruni    | Christian Klien      |
|          | Minardi            | Jaguar               |
|          | – -- ---           | – -- ---             |
| -------- | ------------------ | -------------------- |

### Zajímavosti
- Sauber, bojoval o body ve své 180 GP
- Motor Ford, nastoupil k 550 GP.
- Nováčci v mistrovství světa Giorgio Pantano, Gianmaria Bruni, Christian Klien.